# Aram Kerovpyan
Aram Kerovpyan (* 1953 in Istanbul) ist ein türkisch-armenischer Kanunspieler, Sänger und Musikwissenschaftler.

## Leben
Kerovpyan wurde in seiner Jugend als Kantor ausgebildet. Er erlernte das Kanunspielen und wurde im modalen System der Musik des Nahen Ostens von Saaddeddin Öktenay unterrichtet. Nach dem Ende einer Ausbildung als Elektroingenieur zog er 1977 nach Paris, wo er sich ganz der Musik widmete. Er trat mit nahöstlichen Musikern auf und gehörte 1981 zu den Gründern des Ensembles Kotchnak, das sich der traditionellen armenischen Musik widmet.
1985 gründete Kerovpyan das Ensemble Akn, einen aus acht bis zwölf Sängern bestehenden gemischten Chor, der den armenischen traditionellen liturgischen Gesang in seiner ursprünglichen Form präsentiert. Seine Arbeit mit diesem Chor führte 1998 zur Gründung des Centre d’études du chant liturgique arménien in Paris. 1986 wurde er Assistent Aramaneak Arabians, des Kantors an der Armenischen Kathedrale Saint-Jean-Baptiste in Paris. Von 1990 bis 2019 wirkte er als dessen Nachfolger an der Kathedrale.
An der École pratique des hautes études erwarb Kerovpyan 2003 den Grad Ph.D. in Musikwissenschaft. Er publiziert und interpretiert armenischen modalen Gesang und gibt in Europa und Nordamerika Workshops mit seiner Frau Virginia Pattie Kerovpyan. In den USA wirkte er an den von der Herb Alpert School of Music der University of California Los Angeles unterstützten Nazir Ali Jairazbhoy Colloquium Series mit. Auf dem Gebiet des Theaters arbeitete er als Musiker unter anderem mit Arby Ovanessian, Simon Abgarian und Bruno Abraham-Kremer zusammen.  Kerovpyan ist Mitglied der Société des études arméniennes und der Society for Armenian Studies in den USA.